# شهرستان مارتین (تگزاس)
شهرستان مارتین، تگزاس (به انگلیسی: Martin County, Texas) یک سکونتگاه مسکونی در ایالات متحده آمریکا است که در تگزاس واقع شده‌است.

## خصوصیات
شهرستان مارتین ۲٬۳۷۲٫۴۴ کیلومترمربع مساحت دارد.